# Olearia stilwelliae
Olearia stilwelliae là một loài thực vật có hoa trong họ Cúc. Loài này được Blakely mô tả khoa học đầu tiên năm 1925.